# Camponotus brevis
Camponotus brevis es una especie de hormiga del género Camponotus, tribu Camponotini. Fue descrita científicamente por Forel en 1899.
Se distribuye por Colombia, Costa Rica, Ecuador, Guayana Francesa, Guyana, México y Panamá. Se ha encontrado a elevaciones de hasta 1195 metros. Vive en microhábitats como la vegetación baja y ramas muertas.